# Lockstedt
Lockstedt est une commune allemande du Schleswig-Holstein, située dans l'arrondissement de Steinburg (Kreis Steinburg), à six kilomètres au nord de la ville de Kellinghusen. Lockstedt est l'une des 19 communes de l'Amt Kellinghusen dont le siège est à Kellinghusen.